# Олех, Ежи
Е́жи О́лех (пол. Jerzy Olech, 3.11.1757 г., деревня Щепанково, около Щитно, Восточная Пруссия — 29.12.1820 г., Кёнигсберг, Восточная Пруссия) — мазурский поэт, издатель, переводчик, педагог, лютеранский священнослужитель.

## Биография
Ежи Олех родился 3 ноября 1757 года в деревне Щепанково в крестьянской семье. После обучения в сельской школе он поступил в кёнигсбергскую гимназию, где изучал богословие с 1176 по 1780 год. Был учителем в церковной школе при соборе Кёнигсберга. С 1785 года был настоятелем польской лютеранской общины при Штайндаммской кирхе. C 1786 года служил военным капелланом. C 1797 года занимал должность ректора польской семинарии при Кёнигсбергском университете. В 1797 года вместе с Кшиштофом Мронговиушем Ежи Олех предпринял неудачные попытки организовать в Кёнигсбергском университете кафедру польского языка. С 1803 года служил официальным переводчиком для городских властей.
Ежи Олех поддерживал связи с польской научной и культурной интеллигенцией, среди которых были Самуил Линде, Юлиан Немцевич и Кшиштоф Мронговиуш.

## Творчество
Ежи Олех занимался переводом с немецкого языка на польский язык религиозных сочинений и писал религиозные стихотворения для мазуров. Перевёл на немецкий язык сочинения Игнация Красицкого.

## Источник
- Władysław Chojnacki, Olech (Ollech) Jerzy, [w:] Polski Słownik Biograficzny, t. 23, Wrocław, Ossolineum, 1978
- Paweł Fijałkowski, Polska parafia na Kamiennej Grobli w Królewcu, «Kalendarz Ewangelicki», R. 110, 1996, Bielsko-Biała, Wydaw. Augustana, 1995, ISSN 0239-3476
- Jan Szturc, Ewangelicy w Polsce. Słownik biograficzny XVI—XX wieku, Bielsko-Biała, Wydaw. Augustana, 1998, ISBN 83-85970-50-9
- Sławomir Augusiewicz, Janusz Jasiński, Tadeusz Oracki, Wybitni Polacy w Królewcu. XV—XX wiek, Olsztyn, Littera, 2005, ISBN 83-89775-03-4